# East Franklin
East Franklin è un comune (township) degli Stati Uniti d'America, nella contea di Armstrong nello Stato della Pennsylvania. Secondo il censimento del 2000 la popolazione era di 3.900 abitanti, passati a 3.958 nel 2007.

## Società

### Evoluzione demografica
La composizione etnica vede una prevalenza di quella bianca (98,87%), seguita da quella asiatica (0,36%), dati del 2000.